# Maria Gommers

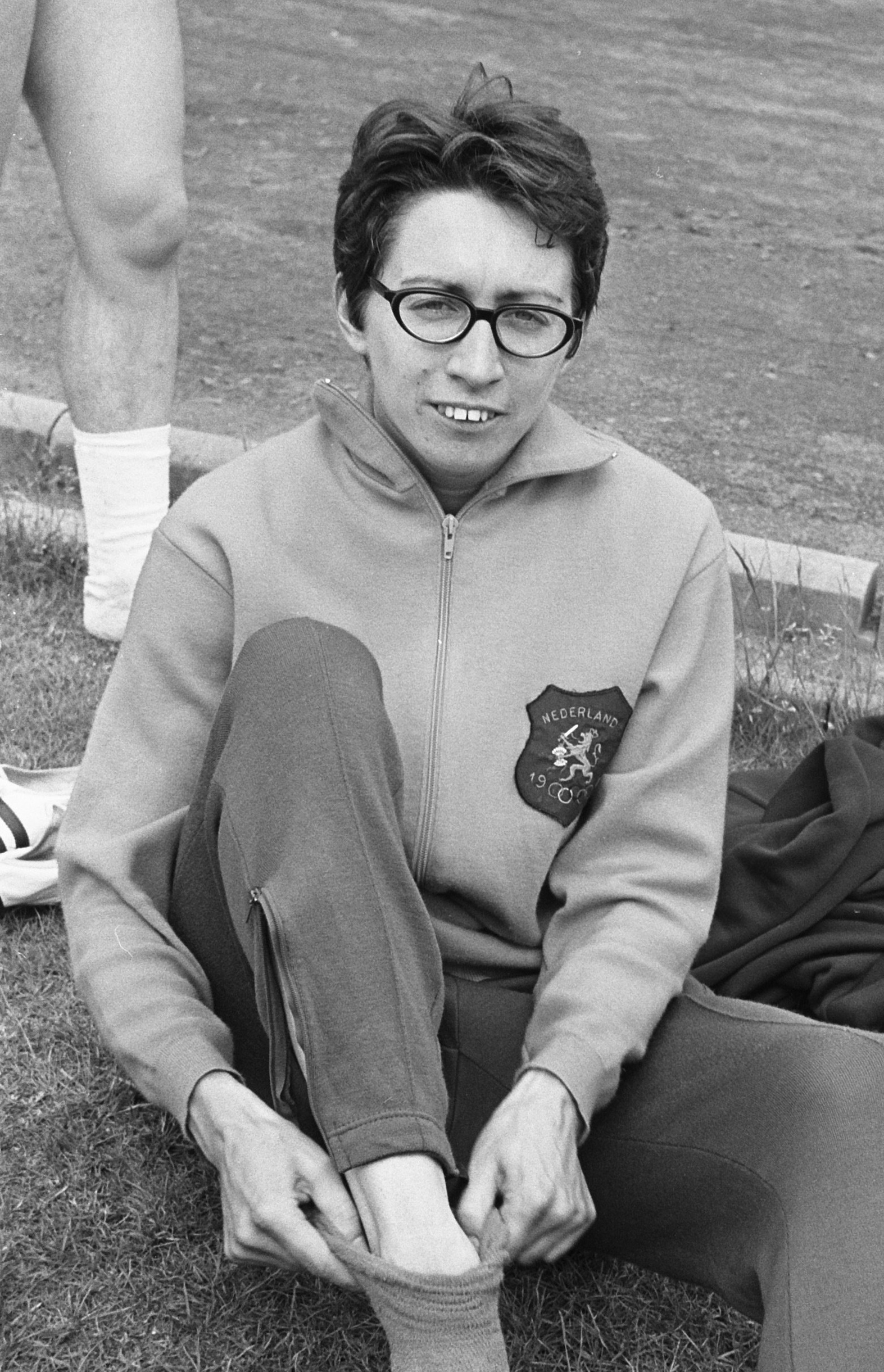
Mia Gommers, 1969

Maria Francisca Philomena „Mia“ Gommers (* 26. September 1939 in Stein) ist eine ehemalige niederländische Leichtathletin. 
Am 24. Juni 1967 erzielte die Mittelstreckenläuferin mit 4:15,6 min einen Weltrekord im 1500-Meter-Lauf, der zweieinhalb Jahre später durch Paola Pigni unterboten wurde. Bei den Olympischen Sommerspielen 1968 in Mexiko-Stadt gewann sie die Bronzemedaille im 800-Meter-Lauf hinter der US-Amerikanerin Madeline Manning und der Rumänin Ileana Silai. Bei den Leichtathletik-Europameisterschaften 1969 in Athen errang sie Silber über 1500 m.